# NBA 2K16
 (décembre 2024).
 (décembre 2024).
Le contenu est difficilement compréhensible vu les erreurs de traduction, qui sont peut-être dues à l'utilisation d'un logiciel de traduction automatique.
NBA 2K16 est un jeu vidéo de basket-ball développé par Visual Concepts et édité par 2K Sports, sorti le 29 septembre 2015 sur PlayStation 3, PlayStation 4, Xbox 360, Xbox One ainsi que sur PC.
Le jeu dispose d'un scénario inédit et scénarisé par Spike Lee.

## Système de jeu
NBA 2K16 est un jeu vidéo de simulation de basket-ball basé sur la National Basketball Association. Comme les jeux précédents de la série, NBA 2K16 simule l'expérience de la NBA. Les joueurs jouent à des jeux de la NBA avec n'importe quelle équipe réelle ou personnalisée et peuvent personnaliser de nombreux aspects, tels que les angles de caméra, la présentation des joueurs, les niveaux sonores et le niveau de réalisme. Comme les autres jeux NBA 2K, la NBA 2K16 est commercialisée de manière aussi réaliste que la NBA, avec tout ce qui est présenté dans les jeux NBA, tels que commentaires, émissions d'avant-match, spectacles à la mi-temps, émissions d'après-match, replays, interviews, foules et le mouvement réel des joueurs, parmi beaucoup d’autres choses. Les émissions avant le match, à la mi-temps et après le match sont hébergées par Ernie Johnson avec des experts de Shaquille O'Neal et Kenny Smith. Pendant ce temps, le commentaire du jeu est interprété par Kevin Harlan avec Clark Kellogg et Greg Anthony, tandis que Doris Burke est la journaliste secondaire. Le jeu propose plusieurs modes de jeu en ligne et hors ligne dans lesquels les joueurs peuvent jouer seuls contre le CPU ou contre d'autres joueurs en ligne.
NBA 2K16, comme les jeux précédents de la série, a été présenté comme étant «meilleur» que son prédécesseur[réf. nécessaire], de nombreuses fonctionnalités ayant été ajoutées et améliorées. La présence de nombreux tatouages différents lors de la création d'un joueur constitue l'une de ces améliorations. Il existe plus de 1 500 modèles différents, alors que les jeux précédents ne comportaient que quelques dizaines de tatouages individuels. Parmi les autres améliorations proposées, citons les éléments visuels, la personnalisation du lecteur (coupes de cheveux, accessoires, etc.), plusieurs modes de jeu (notamment MyCareer, commercialisé comme élément central), et le gameplay global. De nombreuses améliorations esthétiques sont également apportées, telles que de nouvelles animations et des menus redessinés. Les nouvelles animations incluent des protège-dents et des photobombes.
Outre les équipes actuelles du monde réel, telles que le Thunder d'Oklahoma City et les Nets de Brooklyn, et les équipes classiques (introduites pour la première fois dans NBA 2K11) qui ont déjà été présentées, comme les Celtics de Boston de 1985-1986 et de 1995–1986. 96 Chicago Bulls, 12 nouvelles équipes classiques sont introduites dans NBA 2K16. Les Raptors de 1999-2000 de Toronto, mettant en vedette Vince Carter et Tracy McGrady, et les Lakers de Los Angeles 2000-2001, mettant en vedette Shaquille O'Neal et Kobe Bryant. Les Mavericks de 2002 à 2003, composés de Steve Nash et Dirk Nowitzki, et les Boston Celtics de 2007 à 2008, composés de Paul Pierce, de Kevin Garnett et de Ray Allen, font partie des nouvelles équipes classiques. Les équipes de la EuroLeague, présentées pour la première fois dans NBA 2K14, reviennent pour la troisième fois. L'Olympiakos Piraeus, le Panathinaïkos Athens, le Maccabi Tel Aviv et le Real Madrid font partie des 25 équipes de l'Euroligue, Alba Berlin et CSKA Moscou.
NBA 2K16 à nouveau, pour la quatrième fois de la série, présente le mode MyTeam. Le mode MyTeam a été introduit dans NBA 2K13, et est basé sur l'idée de construire l'équipe de basket - ball ultime, et le maintien d'une virtuelle carte commerciale collection. Les joueurs construisent leur propre équipe en sélectionnant les joueurs, les joueurs actuels et passés, les maillots, l'entraîneur, le terrain et d'autres objets liés au basket-ball, et jouent avec leur équipe dans des compétitions de type tournoi de basketball contre les équipes d'autres joueurs. Les joueurs collectent des cartes qui débloquent des joueurs, des cahiers de jeux et d'autres objets pouvant être utilisés dans leur équipe ou vendus. Les joueurs achètent des paquets de cartes avec une devise virtuelle (VC) donnant des éléments aléatoires au joueur. Les cartes ont différents niveaux qui indiquent à quel point la carte est bonne. Un joueur recevra généralement des cartes Bronze s’il achète des paquets de cartes moins chers. Cependant, si le joueur achète des packs coûteux, les chances d'obtenir des cartes Gold sont plus grandes. Il existe également des cartes rares, telles que les cartes Améthyste et Diamant, qui sont plus rares et meilleures que les autres cartes. Le niveau d'une carte n'est pas t toujours le facteur le plus important, car les capacités du joueur réel et son classement indiquant son niveau de performance sont le plus souvent plus importantes. Les joueurs peuvent librement personnaliser leur équipe à la volée; Les joueurs peuvent changer d'entraîneur, de joueurs, de maillots et toute autre chose à tout moment. Les aspects de personnalisation ont été présentés comme étant les principales améliorations du mode.
En plus de la personnalisation de l'équipe MyTeam, les joueurs peuvent créer leur propre nouvelle équipe et jouer à des jeux à cinq contre cinq contre d'autres joueurs et leurs équipes en ligne, dans le mode de jeu 2K Pro-Am. Semblable au mode Crew des jeux précédents, les joueurs personnalisent les logos des équipes, les combinaisons de couleurs, les motifs des courts, les styles de maillots et certains autres aspects liés au basketball. Les joueurs peuvent créer une variété de designs et de thèmes. par exemple, le joueur a la possibilité de créer les logos des anciennes équipes de la NBA, telles que les SuperSonics de Seattle, ou créer une équipe qui comporte des logos composés de joueurs individuels. Contrairement aux autres modes de jeu, les équipes Pro-Am sont composées exclusivement de MyPlayers. Les joueurs peuvent également jouer à 5 contre 5 avec d’autres joueurs faisant partie d’équipes régulières. Les jeux en ligne normaux sont joués dans un mode appelé Play Now. Dans Play Now, le joueur monte de niveau lorsqu'il gagne des jeux et se déplace dans les rangs en ligne.
Le mode MyCareer revient également dans NBA 2K16 ; MyCareer est une campagne basée sur l'histoire qui est apparue pour la première fois dans NBA 2K10. L'histoire s'appelle Livin 'Da Dream et se concentre sur une perspective prometteuse en basketball. L'histoire commence avec le joueur au lycée, mais le joueur entre finalement au collège, puis en NBA. Les joueurs créent leur joueur de basket-ball en donnant des informations de base, telles que la taille, le poids, la position, les informations sur l’arrière-plan et le nom. (Même si le joueur peut choisir un nom et des détails d’arrière-plan, le personnage est principalement appelé "Vibrations de fréquence" et a une famille afro-américaine. Certains autres détails sur le personnage ne sont pas personnalisables, tels que la personnalité et le lieu de naissance du joueur. Le personnage est originaire de Harlem, New York et a une éducation défavorisée.) Les joueurs suivent l’histoire d’être un joueur de basketball alors qu’ils améliorent leurs capacités, avec pour objectif ultime de devenir l’un des meilleurs joueurs de basketball de tous les temps. Le mode a une présentation plus cinématique que les jeux précédents, avec plus de cinématiques et d'histoires. Le personnage de joueur entre dans la NBA via le brouillon, mais pas avant de jouer pour le collège de son choix. Le personnage du joueur attire rapidement l'attention sur ses actions sur le court et sur le court, alors qu'il poursuit son chemin vers la célébrité. Les joueurs jouent à des matchs de basketball en NBA, interagissent avec d’autres joueurs, ce qui peut donner lieu à des amitiés ou à une rivalité, des entraîneurs, des membres des médias et des fans, négocient des contrats, apparaissent dans des contrats de sponsoring, pratiquent dans des les compétences du joueur et personnaliser l’aspect physique de son joueur. Le hub central du joueur est un arène de pratique appelé MyCourt. En plus d'améliorer son joueur et de s'exercer (etc.), le joueur peut personnaliser son terrain et inviter d'autres joueurs sur son terrain pour participer à des jeux de collecte, parmi d'autres activités. Le joueur peut également amener son MyPlayer à MyPark et jouer à des jeux de basket-ball de rue contre d'autres joueurs et leur MyPlayer. De retour de la NBA 2K15, les joueurs peuvent scanner leur propre visage dans le match.
Le mode MyGM revient également. Au lieu de jouer uniquement avec les équipes, les joueurs personnalisent tous les aspects d'une équipe, car ils sont essentiellement le chef de l'organisation. Les joueurs signent de nouveaux joueurs, effectuent des échanges complets, négocient des contrats avec des joueurs ou des entraîneurs, personnalisent les prix, ajoutent des fonctionnalités à l’arène, offrent de meilleures installations aux joueurs, entretiennent de bonnes relations avec le propriétaire de l’équipe, les joueurs, les membres des médias et les fans. un bénéfice, et guider l'équipe aux championnats de la NBA. Avant la sortie du jeu, le mode MyGM aurait été radicalement amélioré, avec de nombreuses nouvelles fonctionnalités ajoutées. Par exemple, les joueurs peuvent déplacer leur équipe dans une autre ville nord-américaine, une première pour un match NBA 2K. D'autres ajouts incluent un brouillon remodelé des présentations, davantage d'activités hors saison, la possibilité de personnaliser les arènes et les maillots, les joueurs pouvant avoir plusieurs blessures en même temps, les échanges à trois équipes et un mini-jeu que le joueur peut jouer tout en simulant des jeux, afin de lui donner de l'interactivité lors des simulations.
Le mode MyLeague est présenté comme une version "sandbox" de MyGM et ressemble davantage au mode Association des jeux précédents. MyLeague présente la plupart des fonctionnalités de MyGM dans la mesure où le joueur contrôle une organisation de la NBA, personnalise les aspects de basket-ball et gagne de l'argent. Cependant, MyLeague propose davantage de composants multijoueurs en ligne, alors que MyGM est uniquement accessible à un joueur et offre des options de personnalisation similaires à MyTeam. MyLeague propose plus d'options de personnalisation que MyGM et supprime certaines "règles" pour permettre une plus grande flexibilité au joueur. Par exemple, le joueur peut librement déplacer son équipe, ses joueurs, changer l’esthétique de son équipe et acheter des améliorations sans restrictions. Le joueur peut entrer dans une association MyLeague composée de 30 équipes contrôlées par l'utilisateur, au lieu d'une seule et de 29 équipes contrôlées par le processeur.

## Développement
Le réalisateur Spike Lee a été impliqué dans le développement du jeu. Lee est le réalisateur, scénariste et coproducteur de NBA 2K16 en mode MyCareer s. Un "Spike Lee Joint", Lee a déclaré à propos du travail sur le jeu : « Nous suivons un enfant à travers les épreuves et les tribulations d'être un grand joueur de lycée et les décisions qu'il doit prendre. ». Lee a également déclaré que l'expérience de développement de jeux vidéo était "unique" et a déclaré qu'il pensait pouvoir "repousser les limites de la narration innovante". Ryan Peters, porte-parole de 2K, a déclaré : « Nous venons de dire à Spike : "Vous transformez le récit, et nous le changerons en polygones numériques." Et il a fait cela, en amenant un protagoniste et antagoniste à l'histoire. ». La couverture indique "Be The Story" et comporte des images des athlètes de la couverture dès le début de leur carrière respective, toutes deux soulignant le mode MyCareer du jeu.
Afin de rendre le jeu plus réaliste, beaucoup de vrais joueurs ont numérisé tout leur corps, plutôt que le visage, comme dans les jeux précédents de la NBA 2K. Une première pour la série NBA 2K, le balayage complet du corps permet à tout le corps d’un joueur spécifique d’être différent de tout autre corps. Dans les précédents matchs de la NBA 2K, le visage d’un joueur était unique, alors que son corps était générique et prédéfini. La numérisation complète du corps améliore également les détails des tatouages des joueurs, ce qui a déjà été critiqué lors des précédents matchs de la NBA 2K. Des pom-pom girls, des entraîneurs et des fans ont également été numérisés. les dessins des pom-pom girls, des entraîneurs et de la foule ont également été critiqués lors de matchs précédents.
DJ Premier, DJ Mustard et DJ Khaled ont réalisé la bande-son de NBA 2K16. La bande son comprend 50 chansons différentes, plus que tout autre jeu NBA 2K. La bande son comprend six listes de lecture: une compilée par chacun des conservateurs, une qui contient des chansons qui ne sont pas nécessairement en anglais, une autre qui contient des chansons de jeux précédents de NBA 2K et une liste de lecture principale qui contient toutes les chansons. La plupart des chansons sont sous licence pour le jeu mais plusieurs ont été créées exclusivement pour la bande originale. Les joueurs peuvent sélectionner une liste de lecture ou créer la leur.
Lors des retransmissions des finales NBA 2015, les premières bandes annonces du jeu ont été diffusées. Les bandes annonces s'appellent "Story is Everything" et mettent en vedette Lee qui discute et met en évidence le mode MyCareer du jeu. NBA 2K16 a été présenté à l'édition 2015 du salon Electronic Entertainment Expo ; les mêmes remorques ont été montrées. Des fonctionnalités étendues du jeu ont été montrées à la Gamescom 2015. De nombreux aspects du jeu ont été présentés, y compris les modes MyTeam, MyGm et MyCareer, ainsi que certaines fonctionnalités en ligne.
Les premières captures d'écran officielles du gameplay ont été révélées en août 2015. Un second trailer officiel, intitulé "Au-delà de l'ombre", a été publié le 10 août 2015; Spike Lee raconte un résumé de la carrière de Stephen Curry dans le basketball et présente quelques séquences de jeu. Un autre trailer, intitulé "James Harden: Believe", est sorti le 13 août 2015. Semblable au trailer de Curry "Au-delà de l'ombre", "James Harden: Believe" est à nouveau raconté par Spike Lee, mais se concentre sur la carrière de James Harden dans le basket. Un trailer sur Anthony DavisLa carrière de basket-ball a été publiée le 20 août 2015. Le trailer est intitulé "Rise" et est à nouveau commenté par Spike Lee.
Un trailer de jeu prolongé a été publié le 24 août 2015. Il comporte plus de deux minutes de jeu et taquine la présence d'équipes de basket universitaires. Un autre trailer de gameplay intitulé "Living World" a été publié le 2 septembre 2015; il présente plusieurs des développeurs du jeu discutant de la présentation améliorée. Un trailer intitulé "Livin 'Da Dream" a été publié le 14 septembre 2015. Il présente de manière détaillée le mode MyCareer. Une bande-annonce promotionnelle intitulée "Be Yourself" a été lancée le 22 septembre 2015. Plusieurs autres bandes annonces ont également été publiées, notamment "The Whole Story", une bande-annonce axée sur le mode MyCareer.
La soirée de lancement de la NBA 2K16 a eu lieu le 22 septembre 2015. Elle a accueilli les fans et les membres des médias - ainsi que les trois principaux athlètes de la couverture, Spike Lee, Shaquille O'Neal, Ernie Johnson, certains développeurs du jeu et d'autres - pour jouer. le jeu et mener des interviews.

## Sortie
NBA 2K16 est sorti dans le monde entier le 29 septembre 2015 pour les plateformes de jeu vidéo PlayStation 3, PlayStation 4, Xbox 360, Xbox One et Microsoft Windows. Une version mobile pour Android et iOS est également sortie le 14 octobre 2015. Si les joueurs ont précommandé le jeu, ils l'ont reçu le 25 septembre 2015, quatre jours plus tôt que ceux qui ont choisi de ne pas précommander. Les joueurs ont également reçu plusieurs bonus en jeu pour avoir précommandé le jeu. Si les joueurs achètent l'édition spéciale du jeu, ils reçoivent le Michael Jordan couverture, plusieurs objets physiques, tels qu'une affiche et de nombreux bonus en jeu.
Une application compagnon pour les appareils iOS et Android a été lancée aux côtés de NBA 2K16 le 1er octobre 2015. Intitulée MyNBA2K16, l'application compagnon a été développée par Cat Daddy Games et permet au joueur de gérer divers aspects et de participer à divers jeux qui sont tous liés au jeu principal. Jeu. Le joueur peut gagner de la VC pour une utilisation dans le jeu principal, acheter des accessoires et d’autres objets à utiliser dans le jeu principal, afficher plusieurs statistiques, gérer leur MyTeam, interagir avec d’autres joueurs et gérer leur MyPlayer, entre autres choses. L'athlète en couverture de l'application associée est Paul George des Indiana Pacers.
Lorsque les joueurs achètent la version grand public du jeu principal, ils reçoivent l’une des trois illustrations de couverture différentes; distribués au hasard, les joueurs recevront une couverture comprenant Anthony Davis des Pelicans de la Nouvelle-Orléans, Stephen Curry des Golden State Warriors ou James Harden des Houston Rockets. Bien que, un insert pliable comportant les autres athlètes de la couverture soit également inclus, permettant au joueur de choisir la meilleure couverture. Si les joueurs achètent l'édition spéciale du jeu, ils recevront la couverture de Michael Jordan. Copies de NBA 2K16 en France fonctionnalité Tony Parker des San Antonio Spurs que l'athlète de couverture seule, alors que présentent les copies de l'Allemagne Dennis Schröder des Atlanta Hawks, et la version espagnole dispose Marc Gasol de Memphis Grizzlies et Pau Gasol de Chicago Bulls. Il s'agit de la première fois que de nombreuses couvertures d'un jeu NBA 2K sont disponibles depuis le NBA 2K12 lorsque Magic Johnson, Michael Jordan et Larry Bird, des joueurs du Temple de la renommée, sont disponibles.étaient l'un des trois athlètes de couverture.

## Réception
NBA 2K16 a reçu des critiques « généralement favorables » de critiques, d'après examen agrégateur Metacritic qui a donné au jeu un score de 86/100 de 10 critiques pour la version Xbox One et 87/100 de 42 critiques pour la version PlayStation 4.

## Jaquette
Pour cette année, trois jaquettes de base sont disponibles : une avec le MVP de la saison 2014-2015 Stephen Curry, une avec la star des Pelicans de La Nouvelle-Orléans Anthony Davis ou avec l'arrière des Rockets de Houston James Harden.
Une édition collector avec Michael Jordan est également disponible.
Suivant certains pays où le jeu est commercialisé, d'autres jaquettes sont disponibles :
- France : Tony Parker
- Allemagne : Dennis Schröder[5]
- Espagne : Marc et Pau Gasol[6]